# Dasha
Dasha (ur. 21 listopada 1976 w Brnie) – czeska aktorka filmów pornograficznych. Występowała także jako Dascha Plus, Nina lub Dascha. Znana ze scen kobiecej ejakulacji i seksu analnego. 

## Życiorys

### Wczesne lata
Urodziła się w Brnie (wówczas Czechosłowacja, obecnie Czechy). Była wyszkoloną tancerką baletową. W wywiadzie udzielonym „T-Nation” powiedziała, że wyjechała z Czech do Stanów Zjednoczonych w wieku osiemnastu lat, kiedy nakryła swojego chłopaka z kochanką. Przez pierwsze trzy lata pobytu w USA pracowała jako gosposia i opiekunka do dzieci. Później wyjechała do Los Angeles i ze względów finansowych została striptizerką w klubie nocnym Orange County.

### Kariera
W 1998 roku podpisała lukratywny kontrakt z Vivid Video. Debiutowała w filmie Broken English (1999) w trzech scenach z Bobby Vitale, Devinn Lane i Julianem. Jej zdjęcia pojawiły się w magazynach Hustler i Penthouse, a także gościła w programach Playboy Channel, VH-1 i Spice Channel. 
Wyszła za mąż za Jonathana Fostera, którego poznała na planie Highway 1/Highway 2 (1999). W 1999 roku związała się z amerykańskim aktorem i reżyserem filmów porno Dillonem Dayem. Pobrali się 9 stycznia 2000.
Wystąpiła w teledyskach: „Music” (2000) do piosenki Madonny, „Change (In the House of Flies)” (2000) i „White Pony” (2001) zespołu Deftones. Jej zdjęcie znalazło się na okładce albumu CD Murked Out (2000) grupy Brougham.
W marcu 2002 roku trafiał na okładkę Playboya wraz z Terą Patrick i Kirą Kener. W 2002 roku gościła w programie Howarda Sterna
W maju 2003 przeprowadziła się z mężem Dillonem Dayem do Europy. Jednak w roku 2005 doszło do rozwodu.
Spróbowała także swoich sił jako reżyserka Dasha Gets Real (2005).
W 2007 została nominowana do AVN Award w kategoriach: „Najlepsza scena seksu samych dziewczyn” i „Najlepsza aktorka drugoplanowa” za rolę Andrei Nunzio w filmie Paula Thomasa Emperor (2006).

## Nagrody i nominacje
| Rok  | Nagroda   | Kategoria                              | Film                        | Inni wykonawcy                                                        | Rezultat  |
| ---- | --------- | -------------------------------------- | --------------------------- | --------------------------------------------------------------------- | --------- |
| 2001 | AVN Award | Najlepszej scenie seksu w parze        | Shakespeare Revealed (2000) | Dillon Day                                                            | Nominacja |
| 2003 | AVN Award | Najlepsza scena seksu grupowego        | Take 5 (2002)               | Sharon Wild i Dillon Day                                              | Nominacja |
| 2003 | AVN Award | Najlepsza scena seksu samych dziewczyn | Paying the Piper (2002)     | Claudia Adkins, Alana Evans, Renee LaRue, Raylene i Angelica Costello | Nominacja |
| 2003 | AVN Award | Najlepsza scena seksu grupowego        | The Vision (2002)           | Danny, Dillion Day i Pat Myne                                         | Nominacja |
| 2004 | AVN Award | Najlepsza aktorka                      | Heaven's Revenge (2003)     | –                                                                     | Nominacja |
| 2005 | AVN Award | Najlepszej scenie seksu w parze        | The 8th Sin (2004)          | Anthony Hardwood                                                      | Nominacja |
| 2005 | AVN Award | Najlepsza aktorka drugoplanowa         | The 8th Sin (2004)          | –                                                                     | Nominacja |
| 2006 | AVN Award | Najlepsza scenie seksu w parze         | Suck Fuck Swallow (2005)    | Dillon Day                                                            | Nominacja |
| 2007 | AVN Award | Najlepsza scena seksu samych dziewczyn | Emperor (2006)              | Janine                                                                | Nominacja |
| 2007 | AVN Award | Najlepsza aktorka drugoplanowa - film  | Emperor (2006)              | –                                                                     | Nominacja |